# Hungern, Värmland
Hungern är en sjö i Filipstads kommun i Värmland och ingår i Göta älvs huvudavrinningsområde.